# Jean Deza
Jean Carlos Francisco Deza Sánchez (* 9. června 1993 v Callau) je peruánský fotbalový útočník a bývalý reprezentant, který působí v klubu Sport Huancayo.

## Klubová kariéra
Svoji fotbalovou kariéru začal v Academia Deportiva Cantolao.

### MŠK Žilina
Od srpna 2011 působí v MŠK Žilina, kde podepsal čtyřletý kontrakt do 31. května 2015. V Corgoň lize debutoval 27. srpna 2011 v utkání proti domácímu týmu FK Dukla Banská Bystrica, které skončilo výhrou Žiliny 3:1. Deza nahradil ve druhém poločase Romana Gergela. S Žilinou vyhrál v sezóně 2011/12 double (ligový titul a prvenství v národním poháru).
V zimní přestávce 2012/13 odcestoval do Peru kvůli reprezentačním povinnostem, ale po skončení Mistrovství Jižní Ameriky U20 se do Žiliny nevrátil a podepsal smlouvu s klubem CD Universidad de San Martín de Porres, přestože nedošlo k dohodě o ukončení platného kontraktu se slovenským klubem. Žilina se obrátila v této záležitosti na fotbalovou federaci FIFA.

### CD Universidad de San Martín de Porres
V roce 2013 odešel do klubu Club Deportivo Universidad de San Martín de Porres (USM Porres) hrajícího peruánskou nejvyšší soutěž Primera División.

## Reprezentační kariéra
V roce 2013 byl členem reprezentace Peru do 20 let, s níž se zúčastnil Mistrovství Jižní Ameriky U20.
V A-mužstvu Peru debutoval 30. května 2014 ve Wembley v přátelském utkání s Anglií (porážka 0:3), nastoupil v základní sestavě a hrál do 66. minuty.